# Binfield Heath
Binfield Heath – wieś w Anglii, w hrabstwie Oxfordshire, w dystrykcie South Oxfordshire. Leży 36 km na południowy wschód od Oksfordu i 56 km na zachód od Londynu. W 2001 miejscowość liczyła 648 mieszkańców.